# انتخابات الضفة الغربية المحلية 1976
انتخابات الضفة الغربية المحلية 1976 أجريت في الضفة الغربية بتاريخ 12 أبريل 1976، بأمر من السلطات العسكرية الإسرائيلية وبموجب نسخة معدلة من قانون الانتخابات البلدية الأردني لعام 1955. بلغت نسبة التصويت 72.3%، وكانت النتيجة انتصار مؤيدي منظمة التحرير الفلسطينية. أجريت الانتخابات في 24 مجلس بلدي.

## الخلفية
كانت فكرة إجراء انتخابات في الضفة الغربية هي فكرة شمعون بيريز الذي كان يأمل في تأسيس قيادة محلية معتدلة في الضفة الغربية تقبل بفكرته عن الحكم الذاتي. تم إجراء الانتخابات بموجب نسخة معدلة من قانون الانتخابات الأردني لعام 1955، الذي منح حق التصويت لكل فلسطيني تجاوز سن 21 عامًا، وهو القانون الذي منح سابقًا حق التصويت لأصحاب الأملاك الذكور. عارض الأردن التغييرات في حق التصويت، مستنداً إلى اتفاقية جنيف الرابعة التي تنص على أنه «يجب على سلطة الاحتلال الحفاظ على الوضع الراهن في أي أراضٍ محتلة»، على الرغم من دعم منظمة التحرير الفلسطينية للتغييرات.

## النتائج
شهدت الانتخابات تغييرا في التركيبة السكانية للسياسيين المنتخبين، حيت كان 67% منهم أقل من سن 50 مقابل 40% في الانتخابات المحلية في الضفة الغربية 1972. شهدت هذه الانتخابات تراجعا في نفوذ الفئات التقليدية والموالية للأردن لصالح التيارات الموالية لمنظمة التحرير، فيما كان جزء مهم من الفائزين من حملة الشهادات الجامعية، فقد حصلت فئة المهنيين الشبان على 40% من المقاعد (مقارنة بـ20% في انتخابات 1972)، 
| المدينة           | الرئيس المنتخب     |
| ----------------- | ------------------ |
| جنين (مدينة)      | أحمد كمال السعدي   |
| طولكرم            | حلمي حنون          |
| نابلس             | بسام الشكعة        |
| قلقيلية           | أمين نصر           |
| رام الله          | كريم خلف           |
| البيرة (رام الله) | إبراهيم الطويل     |
| أريحا             | عبد العزيز السويطي |
| بيت لحم           | إلياس فريج         |
| بيت جالا          | بشرى داود          |
| بيت ساحور         | حنا أطرش           |
| الخليل            | فهد قواسمي         |
| حلحول             | محمد ملحم          |
| غزة               | رشاد الشوا         |
| المراجع           |                    |

### لاحقاً
نفت السلطات الإسرائيلية محمد ملحم رئيس بلدية حلحول، وفهد القواسمي رئيس بلدية الخليل عام 1980 بعد عملية الدبويا. في حزيران 1980 تعرض كل من بسام الشكعة وكريم خلف إلى اعتدائين منفصلين بقنابل زرعت في سيارتيهما، أديا إلى بتر سيقانهما، وقد نفذ الاعتدائين تنظيم سري للمستوطنين الإسرائيليين. عام 1982 أقالت السلطات الإسرائيلية ثمانية رؤساء بلديات آخرين من مناصبهم.